# Влангали, Георгий Михайлович
Георгий (Егор) Михайлович Влангали (1781, Константинополь — 1834) — дипломат Российской империи, востоковед, преподаватель, переводчик.

## Биография
Родился в 1781 году в Константинополе в греческой семье. 
Хорошо знал турецкий и персидский языки. В июле 1820 года был принят на русскую службу и определен первым переводчиком восточных языков при главноуправляющем в Грузии А. П. Ермолове. В мае 1823 года назначен начальником и профессором турецкого языка только что открывшегося Учебного отделения восточных языков при Азиатском департаменте Министерства иностранных дел (до августа 1825). Учебное отделение сразу получило международную известность, так как в большинстве стран Европы не велось преподавание турецкого и персидского. Студенты приезжали учиться у Влангали в том числе из Франции.
В 1826 году откомандирован в штаб главнокомандующего на Кавказ, с 1827 года состоял при И. Ф. Паскевиче. Принимал участие в Русско-персидской (1826—1828) и Русско-турецкой (1828—1829) войнах. Участвовал в переговорах о заключении Адрианопольского и Туркманчайского мирных договоров.
Умер 27 марта (8 апреля) 1834 года. Похоронен на Тихвинском кладбище Александро-Невской лавры.
Его сын Александр Георгиевич Влангали (1823—1908) — географ, геологоразведчик, дипломат, Посланник в Китае и Италии, член Государственного Совета Российской империи. 

## Награды
- орден Св. Владимира 3-й ст. (24.10.1828)
- орден Св. Анны 1-й ст. (19.2.1830)